# 12846 Fullerton
12846 Fullerton eller 1997 MR är en asteroid i huvudbältet som upptäcktes den 28 juni 1997 av Spacewatch vid Kitt Peak-observatoriet. Den är uppkallad efter den amerikanske astronauten C. Gordon Fullerton.